# Thory (Yonne)
Thory é uma comuna francesa na região administrativa de Borgonha-Franco-Condado, no departamento de Yonne. Estende-se por uma área de 8,14 km². Em 2010 a comuna tinha 205 habitantes (densidade: 25,2 hab./km²).